# Liste der Baudenkmäler in Martell (Südtirol)
Die Liste der Baudenkmäler in Martell (italienisch Martello) enthält die neun als Baudenkmäler ausgewiesenen Objekte auf dem Gebiet der Gemeinde Martell in Südtirol.
Basis ist das im Internet einsehbare offizielle Verzeichnis der Baudenkmäler in Südtirol. Dabei kann es sich beispielsweise um Sakralbauten, Wohnhäuser, Bauernhöfe und Adelsansitze handeln. Die Reihenfolge in dieser Liste orientiert sich an der Bezeichnung, alternativ ist sie auch nach der Adresse oder dem Datum der Unterschutzstellung sortierbar.

## Liste
| Foto |                 | Bezeichnung                                                         | Standort                     | Eintragung                  | Beschreibung                                                                           | Metadaten                                      |
| ---- | --------------- | ------------------------------------------------------------------- | ---------------------------- | --------------------------- | -------------------------------------------------------------------------------------- | ---------------------------------------------- |
| BW   | Datei hochladen | Dreikönigskapelle im Gasthaus Salt ID: 15857                        | 46° 34′ 24″ N, 10° 48′ 8″ O  | 4. März 1981 (BLR-LAB 1077) | Kapelle                                                                                | KG: Martell Bauparzelle: 134/1                 |
| ja   | Datei hochladen | Greit ID: 15860                                                     | 46° 32′ 41″ N, 10° 45′ 37″ O | 4. März 1981 (BLR-LAB 1077) | Ländliches Wohnhaus/Bauernhof                                                          | KG: Martell Bauparzelle: 290                   |
| ja   | Datei hochladen | Marienkapelle in der Schmölz ID: 15861                              | 46° 31′ 55″ N, 10° 44′ 52″ O | 4. März 1981 (BLR-LAB 1077) | Kapelle                                                                                | KG: Martell Bauparzelle: 316                   |
| ja   | Datei hochladen | Pfarrkirche St. Walburg mit Friedhofskapelle und Friedhof ID: 15854 | 46° 33′ 55″ N, 10° 46′ 57″ O | 4. März 1981 (BLR-LAB 1077) | Kirche                                                                                 | KG: Martell Bauparzelle: 1, 2 Grundparzelle: 1 |
| BW   | Datei hochladen | Radund mit Kapelle zu den Vierzehn Nothelfern ID: 15856             | 46° 33′ 58″ N, 10° 46′ 16″ O | 4. März 1981 (BLR-LAB 1077) | Bauernhof; die Kapelle befindet sich etwas oberhalb auf 46° 34′ 0,4″ N, 10° 46′ 16″ O. | KG: Martell Bauparzelle: 49, 50                |
| BW   | Datei hochladen | Soireith ID: 15858                                                  | 46° 33′ 4″ N, 10° 46′ 50″ O  | 4. März 1981 (BLR-LAB 1077) | Ländliches Wohnhaus/Bauernhof                                                          | KG: Martell Bauparzelle: 247                   |
| BW   | Datei hochladen | St. Martin in Steinwand ID: 15862                                   | 46° 34′ 41″ N, 10° 47′ 42″ O | 4. März 1981 (BLR-LAB 1077) | Kirche                                                                                 | KG: Martell Bauparzelle: 321/2                 |
| BW   | Datei hochladen | Unterstadelhof ID: 50617                                            | 46° 32′ 41″ N, 10° 46′ 14″ O | 28. Aug. 2018 (BLR-LAB 845) | Bauernhof                                                                              | KG: Martell Bauparzelle: 265, 266              |
| ja   | Datei hochladen | Unterwalda ID: 15855                                                | 46° 33′ 44″ N, 10° 46′ 55″ O | 16. Feb. 1987 (BLR-LAB 599) | Ländliches Wohnhaus/Bauernhof                                                          | KG: Martell Bauparzelle: 12/1, 12/2, 14        |

Falls bei einem Baudenkmal keine Koordinaten bekannt sind, werden ersatzweise die Katasterdaten zum Zeitpunkt der Unterschutzstellung angegeben. Diese sind weder offiziell noch zwingend aktuell.
Die vom Landesdenkmalamt übernommenen Adressen können veraltet sein.
| Foto:   | Fotografie des Denkmals. Klicken des Fotos erzeugt eine vergrößerte Ansicht. Daneben finden sich zwei Symbole: |
| ID      | Identifikator beim Südtiroler Landesdenkmalamt                                                                 |
| KG      | Katastralgemeinde                                                                                              |
| MD      | Ministerialdekret                                                                                              |
| BLR-LAB | Beschluss der Landesregierung – Landesausschussbeschluss                                                       |